# Elezioni regionali in Trentino-Alto Adige del 2013
Le elezioni regionali in Trentino-Alto Adige del 2013 si sono svolte il 27 ottobre.
Nella provincia autonoma di Trento ha vinto Ugo Rossi (PATT) alla guida della coalizione del "centrosinistra autonomista", sconfiggendo Diego Mosna, a capo di una coalizione di liste civiche. Rossi ha ottenuto, per la sua alleanza elettorale, ben 23 seggi sui 35 del Consiglio provinciale a Trento.
Nella provincia autonoma di Bolzano, dove si votano i singoli partiti e non esistono coalizioni pre-elettorali, la SVP ha ottenuto la maggioranza relativa (con il candidato presidente Arno Kompatscher) ottenendo 17 seggi su 35 del Consiglio provinciale di Bolzano.
Il consiglio regionale del Trentino-Alto Adige è formato dall'insieme dei consiglieri di entrambi i consigli provinciali.

## Provincia autonoma di Trento

### Legge elettorale
In Trentino le elezioni si svolgono sulla base della normativa contenuta nella legge provinciale 5 marzo 2003, n. 2, già applicata nelle due precedenti tornate elettorali, così come modificata successivamente.
Essa prevede l'elezione diretta del Presidente della Provincia e la possibilità di preferenza per un singolo partito ad esso collegato (non è previsto il voto disgiunto) e per tre candidati consiglieri.
Alla coalizione collegata al candidato Presidente eletto è garantito un premio di maggioranza di 21 seggi su 35 (compreso il Presidente), qualora quest'ultimo abbia ottenuto almeno il 40% dei voti, di 18 su 35 altrimenti.
I seggi sono ripartiti tra le coalizioni e le liste tramite il Metodo D'Hondt.
Un seggio è riservato alla minoranza ladina.

### Candidati

#### Centrosinistra autonomista
La coalizione del centrosinistra autonomista uscente, che ha governato la provincia autonoma di Trento dal 1999 al 2012 con Lorenzo Dellai e successivamente con Alberto Pacher, vicepresidente facente funzioni che ha rifiutato la candidatura, ha scelto il proprio candidato con delle elezioni primarie che si sono tenute il 13 luglio.
Ugo Rossi, assessore uscente del PATT, ha vinto le primarie con il 34,20% dei votanti pari a 8119 voti. 7982 voti sono andati invece ad Alessandro Olivi (PD), 6611 per Mauro Gilmozzi (UpT), 443 per Lucia Coppola (Verdi) e 437 per Alexander Schuster (Indipendente PSI).

#### Movimento 5 Stelle
Anche il Movimento 5 Stelle ha scelto il proprio candidato, Filippo Degasperi, con delle primarie tenute l'8 e il 15 giugno.

#### Civiche per il Trentino
L'imprenditore Diego Mosna, noto patron del Trentino Volley, ha guidato una coalizione composta da Progetto Trentino di Silvano Grisenti, Fare Trentino, Civica Trentina (lista animata dai consiglieri uscenti Rodolfo Borga, ex-PDL, e Marco Sembenotti, eletto con la Civica per Divina), Autonomia 2020 - NT (lista animata dal sindaco di Vattaro Denis Tamanini e dalla consigliera uscente Caterina Dominici, entrambi ex PATT), Amministrare il Trentino (lista guidata dal consigliere uscente Nerio Giovanazzi, candidato a Presidente nel 2008) e Insieme per l'Autonomia. La coalizione ha preso il nome di Civiche per il Trentino.

#### Centrodestra
Il centrodestra si è presentato diviso. Cristano De Eccher è il candidato di Fratelli d'Italia. Giacomo Bezzi è il candidato di Forza Trentino: saltato all'ultimo momento un accordo con i Moderati in Rivoluzione, che corrono da soli con Giuseppe Filippin, mentre la lista "Italiani per l'Italia-Autonomia Ladina Dolomites", che l'avrebbe sostenuto, è stata esclusa a causa dell'irregolarità di alcune delle firme raccolte. Maurizio Fugatti è il candidato della Lega Nord e dei Cattolici Europei Uniti.

#### Le altre candidature
A sinistra sono corsi da soli Rifondazione Comunista con Ezio Casagranda e Sinistra Ecologia Libertà con Emilio Arisi. Fra i candidati anche il disc jockey Agostino Carollo e Alessandra Cloch di Associazione Fassa.

### Esito
Ugo Rossi sostenuto dal centro-sinistra autonomista è risultato eletto presidente della provincia con il 58,11% dei voti.
L'affluenza è stata del 62,82% con un totale di 261.759 votanti, in calo rispetto al 73,13% delle precedenti provinciali. Sono stati eletti consiglieri i candidati presidente Diego Mosna, Filippo Degasperi, Giacomo Bezzi e Maurizio Fugatti. Il presidente della provincia ne fa parte di diritto.

### Risultati

Percentuali dei candidati per comune e comunità di valle.

Percentuali dei partiti per comune e comunità comprensoriale.

| Candidati                                 | Candidati               | Voti                  | %     | Liste                                | Voti    | %     | Seggi |
| ----------------------------------------- | ----------------------- | --------------------- | ----- | ------------------------------------ | ------- | ----- | ----- |
|                                           | Ugo Rossi ✔️ Presidente | 144 616               | 58,11 | Partito Democratico del Trentino     | 52 412  | 22,06 | 9     |
| Partito Autonomista Trentino Tirolese     | Ugo Rossi ✔️ Presidente | 144 616               | 58,11 | 41 689                               | 17,55   | 7     |       |
| Unione per il Trentino con Dellai         | Ugo Rossi ✔️ Presidente | 144 616               | 58,11 | 31 653                               | 13,33   | 5     |       |
| Verdi Ecologisti e Civici - Verdi Europei | Ugo Rossi ✔️ Presidente | 144 616               | 58,11 | 4 548                                | 1,91    | –     |       |
| Italia dei Valori                         | Ugo Rossi ✔️ Presidente | 144 616               | 58,11 | 3 927                                | 1,65    | –     |       |
| Union Autonomista Ladina                  | Ugo Rossi ✔️ Presidente | 144 616               | 58,11 | 2 721                                | 1,15    | 1     |       |
| Riformisti per l'Autonomia                | Ugo Rossi ✔️ Presidente | 144 616               | 58,11 | 2 579                                | 1,09    | –     |       |
| Seggio del presidente                     | Seggio del presidente   | Seggio del presidente | 58,11 | 1                                    |         |       |       |
|                                           | Diego Mosna             | 47 970                | 19,28 | Progetto Trentino                    | 21 450  | 9,03  | 4     |
| Civica Trentina                           | Diego Mosna             | 47 970                | 19,28 | 8 806                                | 3,71    | 1     |       |
| Amministrare il Trentino                  | Diego Mosna             | 47 970                | 19,28 | 5 060                                | 2,13    | 1     |       |
| Insieme per l'Autonomia                   | Diego Mosna             | 47 970                | 19,28 | 3 371                                | 1,42    | –     |       |
| Autonomia 2020 - NT                       | Diego Mosna             | 47 970                | 19,28 | 3 160                                | 1,33    | –     |       |
| Fare Trentino                             | Diego Mosna             | 47 970                | 19,28 | 1 946                                | 0,82    | –     |       |
| Seggio di coalizione                      | Seggio di coalizione    | Seggio di coalizione  | 19,28 | 1                                    |         |       |       |
|                                           | Maurizio Fugatti        | 16 401                | 6,59  | Lega Nord                            | 14 768  | 6,22  | 1     |
| Cattolici Europei Uniti                   | Maurizio Fugatti        | 16 401                | 6,59  | 547                                  | 0,23    | –     |       |
| Seggio di coalizione                      | Seggio di coalizione    | Seggio di coalizione  | 6,59  | 1                                    |         |       |       |
|                                           | Filippo Degasperi       | 14 241                | 5,72  | Movimento 5 Stelle                   | 13 889  | 5,85  | 2     |
|                                           | Giacomo Bezzi           | 10 631                | 4,27  | Forza Trentino                       | 10 495  | 4,42  | 1     |
|                                           | Emilio Arisi            | 4 425                 | 1,78  | Sinistra Ecologia Libertà            | 4 286   | 1,80  | –     |
|                                           | Cristano De Eccher      | 3 839                 | 1,54  | Fratelli d'Italia                    | 3 699   | 1,56  | –     |
|                                           | Ezio Casagranda         | 2 848                 | 1,14  | Partito della Rifondazione Comunista | 2 742   | 1,15  | –     |
|                                           | Alessandra Cloch        | 1 992                 | 0,80  | Associazione Fassa                   | 1 963   | 0,83  | –     |
|                                           | Giuseppe Filippin       | 1 061                 | 0,43  | Moderati in Rivoluzione              | 1 035   | 0,44  | –     |
|                                           | Agostino Carollo        | 829                   | 0,33  | Ago Carollo                          | 793     | 0,33  | –     |
| Totale                                    | Totale                  | 248 853               | 100   |                                      | 237 539 | 100   | 35    |

## Provincia autonoma di Bolzano

### Legge elettorale
In Alto Adige gli elettori sono chiamati a votare le liste di partito, scegliendo quattro candidati al loro interno, per comporre il Consiglio. Non è prevista l'elezione diretta del Presidente della Provincia, la cui nomina è di competenza dell'assise rappresentativa.
I seggi vengono assegnati attraverso un sistema proporzionale puro, senza soglia di sbarramento prefissata né premio di maggioranza.

### Candidati
Nel 2011 Luis Durnwalder, presidente della provincia dal 1989, rinunciò a concorrere per un ulteriore mandato. In ragione di ciò la Südtiroler Volkspartei (partito di appartenenza del presidente e maggioritario in Alto Adige) tenne delle primarie per scegliere il nuovo candidato alla massima carica provinciale il 21 aprile 2013. A vincere fu Arno Kompatscher, sindaco di Fiè allo Sciliar e presidente del Consorzio dei comuni altoatesini, con l'82,8% dei voti. Elmar Pichler Rolle, capogruppo uscente della SVP in consiglio provinciale, si classificò secondo con il 17,16%.

### Esito
L'affluenza alle urne è stata del 77,7% con un totale di 289.763 votanti (alle provinciali del 2008 era stata dell'80,1%).
L'affermazione della SVP di Kompatscher è stata larghissima, come sempre accaduto nel secondo dopoguerra, con un largo margine di vantaggio sulla concorrenza (sebbene senza maggioranza assoluta, con una netta flessione di consensi rispetto al passato e l'elezione di 17 consiglieri rispetto ai 18 precedenti).
I partiti nazionali hanno ottenuto percentuali minime: Forza Italia in alleanza con la Lega Nord ha perso tre dei quattro seggi ottenuti alle elezioni del 2008, mentre il PD, pur mantenendo lo stesso numero di seggi, ha registrato un leggero aumento di voti. Significativa l'affermazione dei partiti indipendentisti (che conquistano in totale il 27,2% dei consensi), con il movimento populista di destra Die Freiheitlichen che si conferma secondo partito della provincia e ottiene 6 seggi (uno in più rispetto al 2008), così come la Süd-Tiroler Freiheit di Eva Klotz (da 2 a 3 seggi). Sempre in questo campo, un seggio va ad Andreas Pöder della Bürger Union für Südtirol, presentatasi in coalizione con i Ladins e la lista Wir Südtiroler.
Terza forza della provincia diventano i Verdi, che con l'appoggio di Sinistra Ecologia Libertà arrivano all'8,7% ed eleggono 3 consiglieri contro i 2 precedenti.
A completare il quadro un consigliere va al Movimento 5 Stelle e un altro alla lista L'Alto Adige nel Cuore (ex Futuro e Libertà)

### Risultati
| Liste                                                 | Voti    | %    | Seggi |
| ----------------------------------------------------- | ------- | ---- | ----- |
| Südtiroler Volkspartei                                | 131.236 | 45,7 | 17    |
| Die Freiheitlichen                                    | 51.504  | 17,9 | 6     |
| Verdi–Grüne–Vërc - Sinistra Ecologia Libertà          | 25.067  | 8,7  | 3     |
| Süd-Tiroler Freiheit                                  | 20.736  | 7,2  | 3     |
| Partito Democratico                                   | 19.207  | 6,7  | 2     |
| Forza Alto Adige - Lega Nord - Team Autonomie         | 7.118   | 2,5  | 1     |
| Movimento 5 Stelle                                    | 7.097   | 2,5  | 1     |
| Ladins Dolomites - BürgerUnion Pöder - Wir Südtiroler | 6.065   | 2,1  | 1     |
| L'Alto Adige nel Cuore                                | 6.057   | 2,1  | 1     |
| Unitalia                                              | 4.831   | 1,7  | -     |
| Scelta Civica per l'Alto Adige Südtirol               | 4.525   | 1,6  | -     |
| La Destra                                             | 1.654   | 0,6  | -     |
| Partito della Rifondazione Comunista                  | 1.134   | 0,4  | -     |
| Partito dei Comunisti Italiani                        | 730     | 0,3  | -     |
| Totale                                                | 286.961 |      | 35    |

## Consiglio regionale
In base ai risultati delle due province autonome, il Consiglio Regionale per la XV legislatura, quinquennio 2013-2018, risulta così determinato dal corpo elettorale:
| Liste  | Liste                     | seggi | differ. |
| ------ | ------------------------- | ----- | ------- |
|        | SVP                       | 17    | 1       |
|        | Partito Democratico       | 11    | 1       |
|        | PATT                      | 8     | 5       |
|        | Die Freiheitlichen        | 6     | 1       |
|        | Unione per il Trentino    | 5     | 2       |
|        | Progetto Trentino         | 5     | 5       |
|        | Lega Nord                 | 3     | 4       |
|        | Movimento 5 Stelle        | 3     | 3       |
|        | Verdi-Grüne-Vërc          | 3     | Stabile |
|        | Süd-Tiroler Freiheit      | 3     | 1       |
|        | Forza Italia              | 1     | 7       |
|        | Civica Trentina           | 1     | 1       |
|        | Amministrare il Trentino  | 1     | Stabile |
|        | Bürger Union für Südtirol | 1     | Stabile |
|        | Union Autonomista Ladina  | 1     | Stabile |
|        | L'Alto Adige nel Cuore    | 1     | 1       |
| Totale | Totale                    | 70    | [ 10 ]  |